# Panique au village (série télévisée d'animation)
Pour les articles homonymes, voir Panique au village.
Panique au village est une série télévisée d'animation belge en vingt épisodes de cinq minutes réalisée par Vincent Patar et Stéphane Aubier, diffusée en 2002 sur Canal+ Belgique, et co-écrite avec la collaboration de Guillaume Malandrin et Vincent Tavier, également producteurs, associés alors avec Philippe Kauffmann.

## Réalisation
Réalisée en animation en volume (technique de prise de vue image par image), dans un décor réel fabriqué de toutes pièces et décrivant un univers bucolique enfantin, elle met en scène différents personnages représentés sous forme de figurines en plastique et en plasticine. Celles-ci sont classiques et reconnaissables par tous puisqu'il s'agit de modèles grand public de fermier(e)s, animaux de la ferme, cow-boys, indiens et chevaux.
Le tournage des vingt épisodes a commencé en Décembre 2002 et s'est terminé fin Janvier 2003. Un long métrage reprenant les personnages principaux et certains éléments dramatiques de la série a été réalisé entre 2007 et 2009 ; il a été présenté dans la sélection officielle du Festival de Cannes en mai 2009.
En 2013, un court-métrage nommé La Bûche de Noël est diffusé.

## Personnages
- Coboy : Un Cow-boy, il porte une chemise bleue à poche, un pantalon en toile de tente, des bottes brunes, un chapeau gris foncé. Il est très gaffeur et timide. Il est ami avec Indien et Cheval.

- Indien : Amérindien au couvre-chef à plume d'aigle, portant une chemise jaune et un pantalon violet. Il est très complice avec Coboy, même s'ils sont parfois rivaux. Il est bon cuisiner et est moins gaffeur que Coboy.

- Cheval : Comme son nom l'indique, c'est un cheval. Il a une robe baie et une crinière noire. Il habite avec Coboy et Indien. Il exerce une autorité paternelle envers ses compagnons et peut se montrer très impulsif quand on le défie. Il a un beau-frère appelé Jean-Claude, qui est un cheval de trait ainsi qu'un neveu du nom de Laurent qui est très espiègle.

- Steven : Fermier de profession. Il porte une chemise blanche, un gilet brun, un pantalon bleu, des bottes de ferme noires, un chapeau feutre gris vert et une canne. Malgré sa petite taille, il est très colérique. Il ne parle pas, il crie. Il fait des montées de lait quand on touche à son tracteur. C'est toutefois un être sympathique et entreprenant, qui se dévoue pour sa famille, ses animaux et ses amis.

- Janine : Fermière et épouse de Steven. Elle porte un chemisier blanc, un tablier rouge, un pantalon jaune et une coupe de cheveux à la Fabiola. Elle porte en permanence un seau à sa main droite. Elle est très raisonnable et dévouée. Elle essaie de calmer son mari lorsque sa colère devient trop forte.

- Bénédicte : Fermière et fille de Steven et Janine. Elle est rousse et porte un chemisier violet-rose ainsi qu'un tablier bleu. Comme sa mère, elle porte un seau en permanence. Elle a hérité de la sagesse et du calme de sa mère, ainsi que de la taille et du dynamisme de son père.

- Gendarme : Policier et représentant de la loi et de l'ordre au village, ainsi que de la circulation. Il porte un imperméable jaune et un casque bleu pâle. Il habite dans une petite cabine entre la maison de Coboy, Indien et Cheval et la ferme de Steven.

- Simon : Habitant du village. Il est roux, porte une chemise verte pâle et une paire de jeans. Il fait la même taille que Steven. Il exerce différents métiers, comme chauffeur de taxi ou propriétaire d'un camping.

- Facteur : Comme son nom l'indique, c'est le facteur du village. Il livre son courrier à vélo, tout en sifflant. Il n'a pas de rôle très important dans la série.

- Robin : Représentation de Robin des Bois, il est cependant mauvais au tir à l'arc et vit dans une caravane. Lui aussi est gaffeur.

- L'ours : Vivant dans une caverne dans la montagne, il n'aime pas être dérangé, sinon il se met en colère. Coboy et Indien ont eu quelquefois affaire à lui. Il ne parle jamais, il grogne.

## Saison 1 (2002-2003)
1. Le Gâteau (Le 23 Décembre 2002)
2. Cob'Hulk (Le 24 Décembre 2002)
3. Le Relax (Le 25 Décembre 2002)
4. Une séance de pose (Le 26 Décembre 2002)
5. Lise et Jan (Le 27 Décembre 2002)
6. Robin
7. La Chasse au renard
8. La Belle Excursion
9. Le Trésor d'Indien
10. La Course cycliste
11. Le Voyage de Gendarme (Le 2 Janvier 2003)
12. On a kidnappé Âne
13. Le Grand Sommeil
14. Coboy et Indien au camping
15. Déjeuner sur l'herbe
16. Coboy chasseur
17. Les Voleurs de cartes
18. Laurent le neveu de Cheval
19. Janine et Steven en vacances
20. La Pièce de théâtre